# 158e division d'infanterie Zara
La 158e Division d'infanterie Zara (en italien : 158ª Divisione fanteria "Zara") était une division d'infanterie de l'armée italienne pendant la Seconde Guerre mondiale. La Division Zara était une division d'infanterie formée en mars 1942.

## Ordre de bataille
- 291e régiment d'infanterie Zara
- 292e régiment d'infanterie Zara
- 107e Légion CNNN
- 158e régiment d'artillerie
- 1 section de carabiniers
- 1 section médicale